# Catedrala Adormirea Maicii Domnului din Drochia

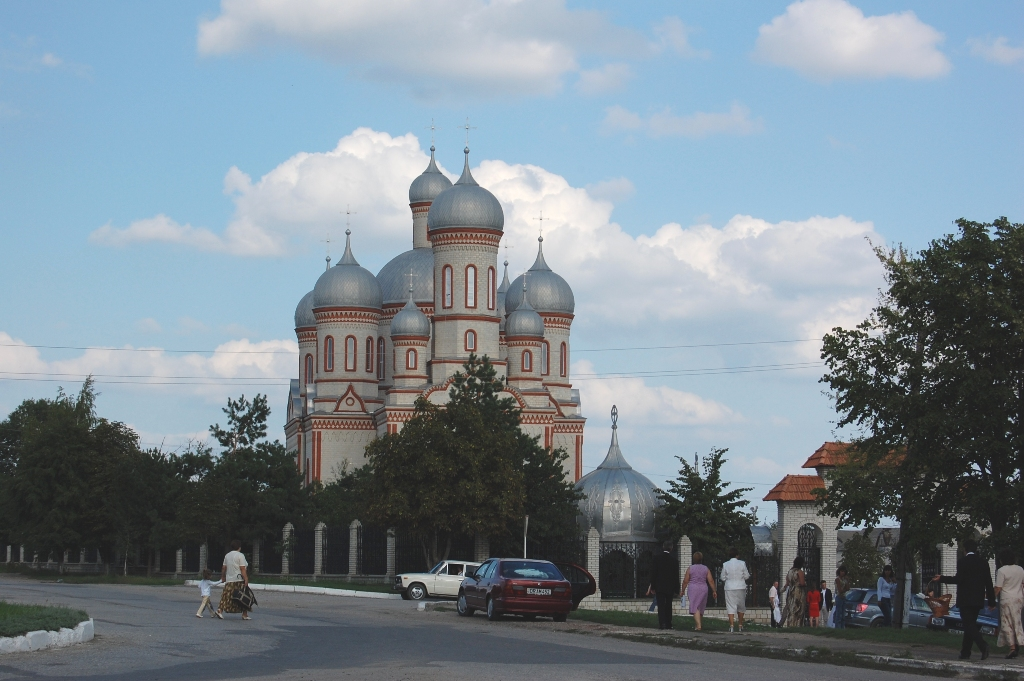

Catedrala Adormirea Maicii Domnului din Drochia a fost construită după modelul slav, cu meșteri ucraineni din Vinița. Interiorul este pur românesc, mobilierul și iconostasul sunt făcute la comandă la Mănăstirea Plumbuita din București. Fresca e realizată de Petre Achințenie. Fiul său Ionuț Laurențiu Achințenie a lucrat la catapeteasmă.
Catedrala Adormirea Maicii Domnului din Drochia este unicul lacaș sfânt din Basarabia care a fost pictată de marele maestru, pictorul român, Petre Achițenie. 
În broșură "Catedrala Adormirii Maicii Domnului", care a fost oferită publicației Flux de preotul bisericii, 
se menționează că cea mai mare distincție pentru locuitorii orașului Drochia rămâne a fi această Catedrală - un minunat obiect arhitectonic, adevărata capodoperă a picturii sacre, obiect de artă, care înfrumusețează și domină peisajul orașului Drochia.
Amploarea construcției de la Drochia este impresionantă. În aprilie 1988 a avut loc sfințirea locului și, în mai puțin de patru ani, au fost înălțați pereții catedralei. 
Forma și amplasarea turlelor a gândit-o și elaborat-o însuși preotul Pavel Vuluță, iar ideile sale au fost materializate de meșterii din Tighina. 
Cele cinci cupole simbolizează pe Iisus Hristos și pe cei patru evangheliști.
În octombrie 1995, primarul orașului, Anatol Pleșca, fusese invitat în România la Dorohoi (oraș înfrățit cu Drochia) pentru a participa la jubileul de 500 de ani al Bisericii Sfântului Nicolae. La această manifestare, el s-a întâlnit cu Petre Achițenie cu care, deja, în 1996, a fost încheiat un contract pentru pictarea catedralei.
În toamna anului 1997, minunatele fresce au acoperit întreaga suprafață a pereților, tavanului și bolților, fiind considerată una din cele mai frumoase creații ale pictorului Achițenie.
Numele pictorului Petre Achițenie și al feciorului său, Ioan, au fost înveșnicite într-o inscripție din catedrală, alături de numele părintelui Pavel Vuluță și ale tuturor ctitorilor catedralei.
Catedrala din Drochia este o minune. E cea dintâi construită "din nou" în toată Basarabia. În țara asta, vorbind despre ortodoxie, în această etapă, primul cuvânt care îți vine în minte este: șantier. Se construiește sau se reconstruiește imens. Biserici și suflete se ridică din țărână iarăși, în spiritul credinței.
Ce are deosebit catedrala din Drochia? Răspunsul îl primim de la părintele paroh Pavel Vuluță: "Este construită în perioada de democrație. Este o probă a credinței noastre, a dragostei față de Dumnezeu. Când a început democrația în Basarabia, atunci s-a venit cu ideea ca în orașul acesta să se construiască o biserică. Necătând că pe timpuri a fost o biserică de lemn, în care s-a slujit vreo câteva zeci de ani…, dar pe urmă, în URSS, ea a fost închisă, și o perioadă a fost folosită ca depozit, apoi sală sportivă și încetișor au demolat-o. În 1989, un grup de inițiativă, în frunte cu dna Elena Bodiu, a început să cerceteze ce era cu biserica veche și să facă demersuri către executivul raional Drochia, pentru construcția uneia noi. Eu am fost numit la o lună după ce s-a sfințit locul. Am găsit aici 400 de cuburi de piatră și câțiva oameni dornici de a face ceva".
Proiectul este al lui Alexandru Țăranu, din Orhei, inspirat de lăcașuri de cult de la Odesa. S-a pornit cu 80.000 de ruble, donate de creștini. Au făcut după aceea donații și câteva fabrici basarabene. Biserica este construită de meșterii de la Vinița, Ucraina, însă au colaborat și cu români.

## Pictură românească
Cu aspectul ei slav în exterior, catedrala din Drochia are un interior pur românesc. "Mobilierul și iconostasul sunt făcute la Mănăstirea Plumbuita, în București. Când lucram la mobilier, căutam un pictor pentru frescă. Am fost la Suceava și la Humor, am vorbit cu doi pictori acolo, dar ei cam aveau îndoieli. Între timp, primarul din Drochia s-a întâlnit cu Petre Achițenie. El a spus că a pictat biserici în multe țări ale lumii și că ar fi dorit să picteze una și în Basarabia. Așa a început… Biserica are o frescă pur bizantină, cum nu se prea obișnuiește prin părțile noastre." Regretatul Petre Achițenie (fost profesor al Facultății de Arte Plastice din București) a realizat fresca împreună cu câțiva studenți. "Trei ani a pictat, lucrând după «prohoade» și până în octombrie" (se știe că pentru pictura "al fresco" este nevoie și de niște condiții de temperatură speciale). Fiul său, Ionuț Achițenie, a lucrat la catapeteasmă.
Despre opera tatălui său, Ionuț Achițenie ne-a mărturisit: "Naționalismul și patriotismul binecunoscut al Maestrului, dar și iubirea lui de Basarabia (Românskaia Zemlea), acest loc minunat și tragic, totodată, au accelerat derularea evenimentelor și au favorizat începerea lucrărilor. A existat o anumită reticență față de stilul personal al Maestrului. Lucrarea s-a derulat pe parcursul a aproape trei ani (1996, 1997, 1998), ținând cont de dimensiunile Catedralei (aproape 3.000 de metri pătrați). Autoritățile au sprijinit echipa de pictori."

## Un dar pentruBasarabia
"Au existat o serie de dezbateri între mine și pictori", mărturisește părintele Vuluță. "La noi, necătând că suntem tot români, când e vorba de pictură, există o diferență. Iconografia e puțin altfel. El a zis: «Asta-i arta mea, asta-i viziunea mea!»." "Vă pare rău?" – îl întrebăm pe părintele. "Nu. Mă bucur că am reușit să terminăm această lucrare. Cu toate că în ce privește pictura am trecut prin multe încercări și e imposibil ca această lucrare să nu fie controversată." Pe de altă parte, "controversele" pe care le invocă părintele Vuluță sunt de bun augur pentru catedrala din Drochia: "Omul simplu are admirație pentru lucrare și, pe de altă parte, nu există delegație oficială, din orice țară, care să nu ne viziteze". Gândurile părintelui paroh despre "zugravul" Petre Achițenie au totuși și o încărcătură emoțională: "Achițenie era bucuros că a putut să-și realizeze gândul, să lase pe pământul Basarabiei o biserică pictată de mâna lui. Până de curând nu am știut că a murit. Aveam de gând să ne vedem la sărbătoarea de zece ani de la târnosirea Bisericii Sfinții Apostoli Petru și Pavel, la 12 iulie (stil vechi – n.r.). Mi-a plăcut la Petre Achițenie că el cunoștea bine teologia icoanei. Nu copia. Știa spațiile bisericii, ce pictură trebuie acolo, acolo… Pentru că pictorii noștri care au apărut acum nu mai știu asta și se pictează aiurea. La Achițenie, picturile sunt cele recomandate de veacuri. Sunt sfinții care s-au pictat în ultimii 500 de ani. Dar față de bisericile vechi, noi îi avem pictați și pe Ștefan cel Mare și Sfânt, pe Daniil Sihastrul, pe Cuvioasa Parascheva. Mi-a plăcut și că a acceptat să scrie pe icoane unele lucruri: când s-a început, cine a donat etc., ca să nu ia comuniștii după aia icoanele drept tablouri".

## Pisanie
Catedrala din Drochia are două niveluri. La demisol se află "biserica de iarnă", unde s-a slujit mulți ani, până ce întregul edificiu a fost gata. Lăcașul de deasupra, pictat de cei doi artiști români, te înfioară încă de la primul contact vizual. Fresca este un imens "covor românesc". Practic, nu este loc pe perete unde să nu se fi fost pictată o scenă biblică ori un sfânt. Iar dacă vrei să afli cui aparține acest "tril în culori", cum îl numea cineva, atunci poți citi pisania de la intrare: "Această catedrală, construită cu har dumnezeiesc, a fost împodobită în haină sărbătoare cum se vede spre închinare Domnului și veșniciei neamului" în "tehnică tradițională românească", fresca fiind realizată de mâna "pictorului profesor universitar Petre Achițenie din București", iar "catapeteasma a fost pictată de fiul său, profesor universitar Ionuț Laurențiu Achițenie, Dorohoi, județul Botoșani", "fie ca opera să dăinuiască peste veacuri în țara lui Ștefan, Cantemir și Mateevici. Amin".